# Besztercebányai Művészeti Egyetem
A Besztercebányai Művészeti Egyetem (szlovákul: Akadémia umení v Banskej Bystrici) nyilvános egyetem Szlovákiában. Központja Besztercebányán található.
Az egyetemet 1997. július 1-jén alapították, első rektora Alexander Melicher volt. Az egyetem jelenlegi rektora Michal Murin, aki 2020 óta tölti be ezt a pozíciót. Az egyetemnek nagyjából 600 diákja van, saját színházat működtet (Divadlo Akadémie Umení), és Art3 címmel saját lapja jelenik meg.

## Karok
- Színművészeti Kar (Fakulta dramatických umení)
- Zeneművészeti Kar (Fakulta múzických umení)
- Képzőművészeti Kar (Fakulta výtvarných umení)

## Híres hallgatók
- Sima Martausová – szlovák énekesnő és színésznő

## Híres oktatók
- Igor Ciel – rendező és forgatókönyvíró
- Huszár Tibor – fotóművész
- Jana Oľhová – színésznő
- Michal Murin – képzőművész, az egyetem rektora